# Хинте
Хинте (њем. Hinte) општина је у њемачкој савезној држави Доња Саксонија. Једно је од 24 општинска средишта округа Аурих. Према процјени из 2010. у општини је живјело 7.119 становника. Посједује регионалну шифру (AGS) 3452011.

## Географски и демографски подаци
Хинте се налази у савезној држави Доња Саксонија у округу Аурих. Општина се налази на надморској висини од 0 метара. Површина општине износи 48,1 km². У самом мјесту је, према процјени из 2010. године, живјело 7.119 становника. Просјечна густина становништва износи 148 становника/km².